# Emilio Achacoso
Emilio Achacoso, né le 17 mai 1932, à Manille, aux Philippines, est un ancien joueur philippin de basket-ball.